# وحدة التحكم للمحركات

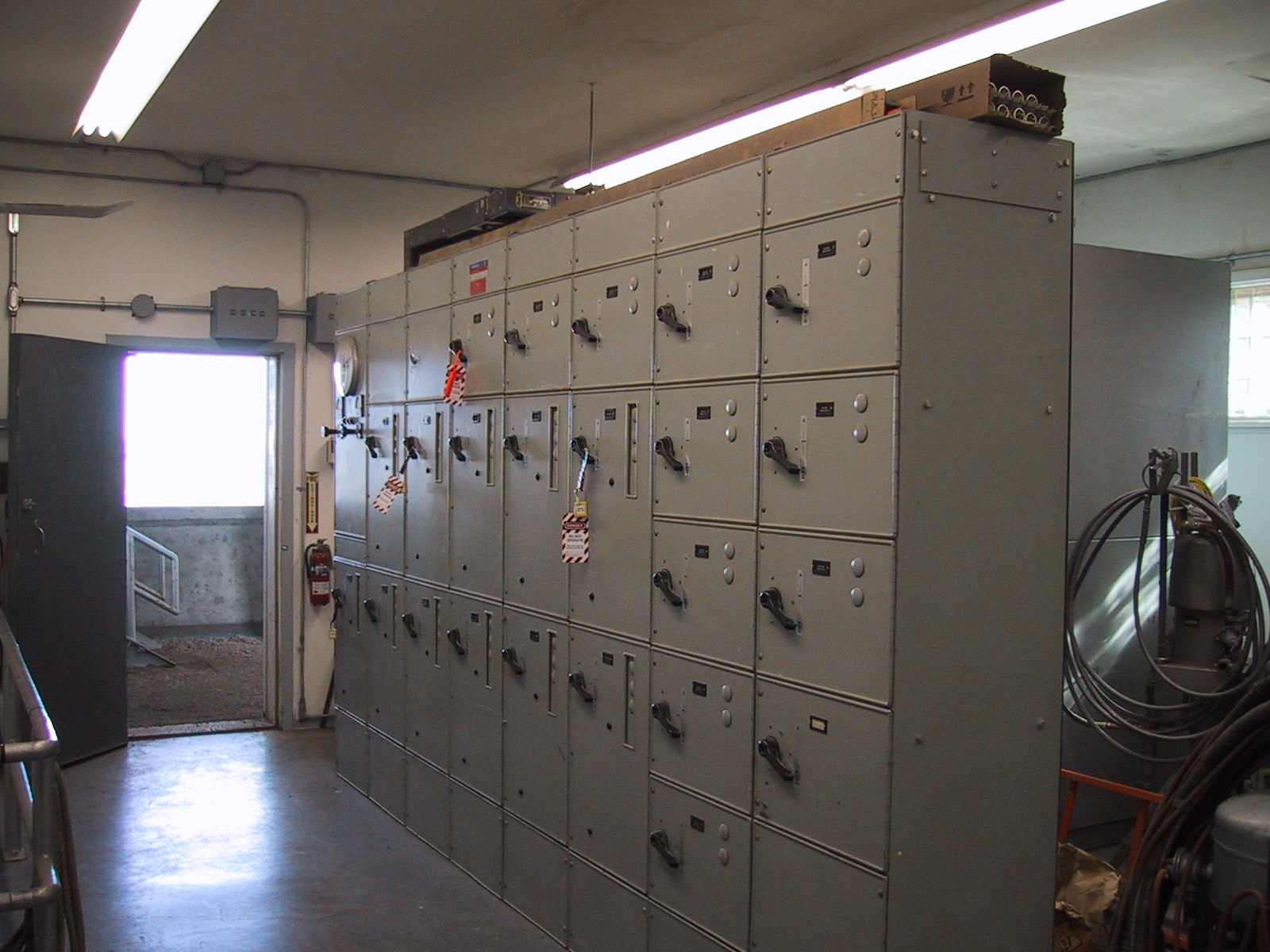

مركز التحكم في المحركات هو تجميع لواحد أو أكثر من الفروع المغلقة المشتركة في الباس بار الواحد، ويحتوي في الأساس على وحدة التحكم في المحركات. ويحتوي عادة على محركات متغيرة التردد، أجهزة تحكم قابلة للبرمجة، وأجهزة قياس، ويمكن أن تكون هي مدخل الخدمة الكهربائية للمبني.

## مدي الجهد
وتستخدم مراكز التحكم عادة مع محركات الجهد المنخفض، كمحركات التيار المتردد ثلاثية الأوجه والتي يتراوح جهدها من 208 V إلي 600 V . بينما مراكز التحكم متوسطة الجهد تستخدم للمحركات ذات الجهد العالي والذي يتراوح بين (1500 – 2300 ) V . مع قواطع لتبديل الحالة، وأجزاء منفصلة للتحكم والتشغيل. (1) 

## الاستخدام
وقد استخدمت هذه المراكز قديما في مجال تصنيع السيارات منذ عام 1950 , لأنها تستخدم أعداد كبيرة من المحركات الكهربائية. واليوم يتم استخدامها بكثرة في العديد من التطبيقات الصناعية والتجارية. 

## المكونات
يتكون مركز التحكم من كابينة عمودية أو أكثر. وتحتوي كل وحدة على قواطع للدائرة الكهربية للحماية من الماس الكهربي، ولفصل الوحدة وعزلها عند حدوث خطأ لحماية المحرك. 
ويكون الدخل ثلاثي الأوجه عن طريق موصلات منفصلة.

## الحماية من الحريق
عادة ما تكون وحدات التحكم في المحركات موضوعة على الأرض. 	ولذلك يجب وجود أدوات مقاومة الحريق. ويجب الأخذ في الاعتبار حماية الكابلات الموجودة في الجدران ومدفونه في الأرض. 